# Batalha de Devina
A Batalha de Devina ocorreu em 17 de julho de 1279 perto da pequena fortaleza de Devina, perto da atual cidade de Kotel, província de Burgas, no sudeste da Bulgária. Lacanas da Bulgária atacou o exército bizantino enviado para ajudar seu rival numa disputa pela coroa búlgara, João Asen III.

## Origem do conflito
Em 1277, uma revolta popular liderada por Lacanas irrompeu no nordeste da Bulgária contra a incapacidade do imperador Constantino Tico de lidar com as constantes invasões mongóis que já havia anos deixavam o país em ruínas. O imperador bizantino Miguel VIII Paleólogo decidiu se aproveitar da instabilidade búlgara e enviou um exército para impor seu aliado, João Asen III, no trono. João conseguiu tomar o controle da região entre Vidim e Cherven enquanto que Lacanas foi cercado pelos mongóis em Drastar e a nobreza búlgara na acabou aceitando João em como imperador na capital, Tarnovo.

## A batalha
No mesmo ano, porém, Lacanas conseguiu fugir de Drastar e correu para a capital. Com o objetivo de ajudar seu aliado, Miguel VIII enviou uma força de 10 000 homens, liderados por Murin, à Bulgária. Quando Lacanas soube disso, abandonou sua marcha e, mesmo em desvantagem numérica, atacou o Murin no passo de Kotel em 17 de julho de 1279, aniquilando completamente os bizantinos. Muitos pereceram na batalha e outros foram capturados para serem mortos posteriormente por ordens de Lacanas.

## Consequências
Após a derrota, Miguel VIII enviou outro exército, com 5 000 homens e liderado por Aprin, e foi novamente derrotado por Lacanas antes de conseguir chegar até a cordilheira dos Balcãs. Sem apoio, João Asen III teve que fugir para Constantinopla e o conflito interno na Bulgária continuou até 1280, quando foi a vez de Lacanas fugir - dos mongóis - e quem ascendeu ao trono foi Jorge I Terter.